# Martin Huth
Martin Huth (* 1964) ist ein deutscher Diplomat und Numismatiker. Er ist seit 2023 stellvertretender Leiter der deutschen Botschaft in Japan. Vorher war er von 2015 bis 2018 deutscher Botschafter im Libanon und von 2019 bis 2021 Botschafter der Europäischen Union im Irak.

## Leben
Huth, der im Iran und in Ägypten aufwuchs, absolvierte nach dem Schulbesuch ein Studium der Rechtswissenschaften an der Universität Konstanz, das er mit dem Zweiten Juristischen Staatsexamen abschloss. Daneben ist er als Numismatiker tätig und veröffentlicht Arbeiten über antike Numismatik.

## Laufbahn
1991 begann Huth den Vorbereitungsdienst für den höheren Auswärtigen Dienst und war nach dessen Abschluss von 1992 bis 1995 an der Botschaft im Jemen tätig sowie anschließend bis 1997 Referent an der Botschaft im Iran. Nach weiteren Verwendungen in der Zentrale des Auswärtigen Amtes war er Referent an der Ständigen Vertretung bei den Vereinten Nationen in Genf sowie später stellvertretender Botschafter im Libanon. 2011 wurde Huth während der deutschen Mitgliedschaft im Sicherheitsrat der Vereinten Nationen Rechtsberater der Ständigen Vertretung bei den Vereinten Nationen in New York City und fungierte anschließend zwischen 2013 und 2015 als Leiter des Referats Internationaler Menschenrechtsschutz im Auswärtigen Amt in Berlin. Von 2015 bis 2018 war Huth als Nachfolger von Christian Clages Botschafter der Bundesrepublik Deutschland im Libanon. 2019 wurde Huth zum Botschafter der Europäischen Union im Irak ernannt, wo er bis 2021 blieb. Anschließend wechselte er als Stellvertretender Leiter an die Deutsche Botschaft in Nigeria.